# Жеребки (Тернопольская область)
Жеребки (укр. Жеребки) — село в Подволочисской поселковой общине Тернопольского района Тернопольской области Украины.
До 2020 года входило в Подволочисский район.
Население по переписи 2001 года составляло 686 человек. Почтовый индекс — 47843. Телефонный код — 3543.